# Карвахаль, Хосе де
Хосе де Карвахаль-и-Ланкастер (исп. José de Carvajal y Lancaster, 1698 — 8 апреля 1754) — испанский государственный деятель.

## Биография
Родился в 1698 году в Касересе; его родителями были Бернардино де Карвахаль, 2-й граф де ла Энхарада, и Мария Хосефа де Ланкастер-и-Норонья, которая была потомком Жорже ди Ланкастре, внебрачного сына португальского короля Жуана II. После окончания университета Саламанки стал судьёй в Королевской аудиенсии Вальядолида и занял пост в Совете Индий, а также принимал участие в деятельности Государственного совета в качестве секретаря министра. При короле Филиппе V возглавил Совет Индий, а с 1746 года был также президентом Совета по финансам и торговле.
В правление короля Фердинанда VI в качестве государственного секретаря организовал экспедицию к истокам Ориноко, чтобы обеспечить выполнение условий договора о разграничении владений с Португалией. Также он реформировал королевскую почту, а в 1752 году основал Королевскую академию трёх благородных искусств имени святого Фердинанда.